# 忠仔
《忠仔》是台灣導演張作驥的第二部電影作品，該片獲得新聞局電影輔導金新台幣400萬元的補助金。該故事主要劇情和傳統八家將、家庭關係有關聯。
該片發行時已面臨台灣電影衰退時期，曾有發行商表示「《忠仔》缺乏卡司，能有100萬元票房就已經很有面子了！」，結果《忠仔》兩個星期的票房則是160萬元；張作驥的父母到電影院看《忠仔》時發現一整天下來觀眾只有7個人，因此勸他改行。

## 演員
- 劉勝忠-阿忠
- 邱秀敏-母親
- 蔡明修-父親
- 盧嬰-阿公
- 張巧明-姊姊
- 何煌基-弟仔
- 許令蒼-大哥
- 陳明-陳銘
- 姚謨志-大個林
- 海玲-鄰居

## 獎項
| 獎項               | 獎項             | 受獎者    | 階段／結果 |
| ------------------ | ---------------- | --------- | ---------- |
| 第33屆金馬獎       | 最佳女配角       | 邱秀敏    | 獲獎       |
| 亞太影展           | 評審團特別獎     | 忠仔 台灣 | 獲獎       |
| 塞薩洛尼基國際影展 | 最佳導演獎       | 張作驥    | 獲獎       |
| 珠海電影節         | 最佳評審團大獎   | 忠仔 台灣 | 獲獎       |
| 珠海電影節         | 最佳攝影獎       | 張展      | 獲獎       |
| 釜山國際影展       | 評審團特別推薦獎 | 忠仔 台灣 | 獲獎       |

## 外部連結
- 開眼電影網上《忠仔》的資料（繁體中文）
- 香港影庫上《忠仔》的資料（繁體中文）
- 时光网上《忠仔》的資料（简体中文）
- 豆瓣电影上《忠仔》的資料 （简体中文）
- AllMovie上《忠仔》的资料（英文）
- 互联网电影数据库（IMDb）上《忠仔》的资料（英文）